# Tylerius spinosissimus
Tylerius spinosissimus is een straalvinnige vissensoort uit de familie van kogelvissen (Tetraodontidae). De wetenschappelijke naam van de soort was oorspronkelijk Spheroides spinosissimus en is voor het eerst geldig gepubliceerd in 1908 door Charles Tate Regan. De soort werd aangetroffen in het onderzees plateau Saya de Malha (bij de Mascarenen) tijdens de Percy Sladen Trust Expedition naar de Indische Oceaan in 1905.